# Yes (chanson de LMFAO)
Cet article concerne la chanson de LMFAO. Pour les autres significations, voir Yes (homonymie).
Singles de LMFAO
Shots
(2009) Gettin' Over You
(2010)
Yes est une chanson interprétée par le duo electro hop américain LMFAO. Il est le quatrième single de l'album Party Rock sorti en 2009. La chanson a été écrite par Skyler Husten Gordy et Stefan Kendal Gordy.

## Clip vidéo
Le vidéoclip de la chanson est sorti en janvier 2010 sur YouTube. On peut y voir Redfoo, SkyBlu, le robot shuffle, et Q concurrents à la finale de la Coupe Broom, une compétition de curling. La vidéo commence avec Redfoo qui encourage son équipe.

## Classement
| Charts (2009)    | Meilleure position |
| ---------------- | ------------------ |
| Canada (Hot 100) | 68                 |

## Certifications
| Pays   | Certification | Ventes certifiées |
| ------ | ------------- | ----------------- |
| Canada | Or            | 40 000            |

## Crédits
- Chœur – LMFAO
- Lyrics –  Skyler Husten Gordy et Stefan Kendal Gordy
- Label : Interscope, will.i.am, Cherrytree